# Eleanor Cripps Kennedy
Pour les articles homonymes, voir Kennedy.
Eleanor Eliza Cripps Kennedy (1825–1913) est une femme d'affaires, musicienne, artiste et auteur canadienne. 

## Biographie
Née le 2 novembre 1825 à Londres, au Royaume-Uni, Kennedy émigra au Canada en 1861, en compagnie de son époux William Kennedy. Ils s'installèrent dans la colonie de la rivière Rouge (aujourd'hui dans la province du Manitoba) et y établirent une mission pour l'Église d'Angleterre. Bien qu'ils aient tenté de retourner en Angleterre en 1862, ils furent bloqués au Minnesota par un soulèvement sioux qui les empêcha de poursuivre leur route. De retour à la rivière Rouge, le couple importa le second piano jamais apparu dans la colonie, Kennedy y jouant. Ils construisirent la première maison à ossature de bois du Manitoba en 1866, qu'ils appelèrent « Maple Grove ». Kennedy organisa un club de couture durant la sévère invasion de sauterelles de la fin des années 1860. Connue localement comme « La Duchesse », elle s'impliqua fortement en faveur de la création d'un hôpital dans la colonie.
Les Kennedy furent ensuite entraînés dans la rébellion de la rivière Rouge en 1869. Eleanor aurait personnellement délivré une lettre à Louis Riel lui demandant de cesser le combat. Certaines rumeurs prétendirent qu'elle avait demandé que Riel soit gracié et Thomas Scott, exécuté. Elle demanda à Robert Machray (en), primat de l'Église d'Angleterre au Canada, d'intervenir auprès de la source des rumeurs, le prêtre de sa paroisse, dont elle refusa la communion ; elle menaça de quitter l'Église si cela n'était pas fait et Machray contraignit le prêtre à présenter ses excuses. 
Après l'entrée de la province du Manitoba dans la Confédération canadienne, Kennedy établit un commerce de chapellerie féminine afin d'importer des vêtements et des denrées alimentaires, ce qui fournit de bonnes ressources financières à la famille, alors que William était frappé de rhumatisme. Si les affaires se montraient prospères au départ, « William commença à stocker des produits de qualité inférieure, acceptant des hypothèques et des titres de propriété comme paiement. », provoquant la ruine du commerce. 
William meurt en janvier 1890. Eleanor déménagea à Virden, toujours dans le Manitoba, où elle peignit des paysages, joua de l'orgue pour l'église locale et écrivit de la poésie. 
Elle meurt le 4 octobre 1913 et fut enterrée à St. Andrews, également au Manitoba.